# Sendero Transversal Friburgo - Lago de Constanza
El Sendero Transversal Friburgo - Lago de Constanza (en alemán: Querweg Freiburg – Bodensee) es un sendero de gran recorrido en la Selva Negra en el sur de Baden-Wurtemberg, Alemania. Este sendero fue creado en 1934 y es mantenido desde entonces por el Club de la Selva Negra. Tiene una longitud de unos 180 km. Entre el monte Hochfirst y el Lago de Constanza es idéntico con el Sendero Europeo de Gran Recorrido E1.
 El sendero comienza en Friburgo y termina en Constanza y la señal a seguir es un rectángulo de color amarillo con un rombo dividido verticalmente de color blanco a la izquierda y de color rojo a la derecha en su interior.
Oficialmente el Club de la Selva Negra divide el camino en siete etapas:
1. Friburgo - Hinterzarten (31,5)
2. Hinterzarten - Barranca del Wutach (26,6 km)
3. Barranca del Wutach - Blumberg-Achdorf (18 km)
4. Achdorf - Engen (29,7 km)
5. Engen - Singen (26 km)
6. Singen - Allensbach-Langenrain (28 km)
7. Langenrain - Constanza (20 km)